# Carlos Bueno
Carlos Heber Bueno Suárez (Artigas,10 de maio de 1980), é um futebolista uruguaio que atua como atacante. Atualmente, joga pelo Mérida.

## Carreira
Bueno começou sua carreira no Peñarol. Em 2005, assina com o Paris Saint-Germain, onde raramente era utilizado
Em julho de 2006, Bueno foi emprestado ao Sporting. Seu maior momento na temporada ocorreu quando ele marcou quatro gols em 20 minutos em um jogo contra o CD Nacional, o Sporting venceu por 5-1, como Bueno jogando apenas 30 minutos do final.
Em agosto de 2007, o Paris Saint-Germain vendeu Bueno ao Boca Juniors da Argentina, onde jogou até o final de 2007, em janeiro de 2008, ele retornou ao Peñarol.
Para 2009, Bueno mudou-se para o Real Sociedad da Espanha, na segunda divisão, após a saída do seu compatriota Sebastián Abreu.
Em agosto de 2010, Bueno mudou-se para C.F. Universidad de Chile, fazendo sua estreia contra o Municipal de Iquique, em uma vitória por 2-0, que classificou a equipe para a Copa Sul-Americana. Em 15 de agosto, Bueno marcou o primeiro gol pela Universidad de Chile, contra o Everton em um vitória fora de casa por 5-1. Em 24 de Agosto, Bueno marcou um gol contra o Oriente Petrolero da Bolívia, no empate em 2-2 em casa, mas sua equipe foi eliminada na Bolívia, por uma derrota por um 1-0
Em dezembro de 2010, Bueno acerta com o Querétaro, do México assinando um contrato por 3 anos.

### Seleção Uruguaia
Pela Seleção Uruguaia, estreou em 16 de julho de 2003, num empate em 2-2 fora de casa contra a Argentina. Seu grande momento na Celeste foi durante a Copa América de 2004, quando marcou três gols em quatro partidas. O Uruguai acabou eliminado do torneio na semifinal contra o Brasil, após uma disputa por pênaltis.